# Gergő Kocsis
Gergő Bence Kocsis (ur. 7 marca 1994 w Budapeszcie) – węgierski piłkarz występujący na pozycji pomocnika w Podbeskidziu Bielsko-Biała.

## Kariera klubowa
Jako junior szkolił się w FC Tatabánya, MTK Budapest FC, VfB Stuttgart i FC Augsburg. W 2012 roku został włączony do seniorów Augsburga, gdzie okazyjnie występował w drużynie rezerw. W 2014 roku wrócił na Węgry, zostając zawodnikiem Videoton FC. W klubie tym występował przeważnie w rezerwach (19 meczów). 30 maja 2015 zadebiutował w NB I w wygranym 2:0 meczu z Ferencvárosi TC. Następnie występował w Puskás Akadémia FC, gdzie zanotował 3 występy. W 2016 roku podpisał trzyletni kontrakt z DAC 1904 Dunajská Streda. Przed rozpoczęciem sezonu doznał poważnej kontuzji kolana i wrócił do gry w rundzie wiosennej, zaliczając 3 mecze. W sezonie 2017/18 był wypożyczony do Diósgyőri VTK. Po półrocznym okresie gry w MFK Karviná, w styczniu 2019 roku Kocsis został graczem Zalaegerszegi TE. W lipcu 2020 roku przeszedł do Podbeskidzia Bielsko-Biała.

### Statystyki ligowe
| Sezon         | Klub                     | Liga                | Mecze | Gole |
| ------------- | ------------------------ | ------------------- | ----- | ---- |
| 2012/2013     | FC Augsburg II           | Regionalliga Bayern | 5     | 0    |
| 2013/2014     | FC Augsburg II           | Regionalliga Bayern | 2     | 1    |
| 2014/2015     | Videoton FC              | NB I                | 1     | 0    |
| 2015/2016     | Puskás Akadémia FC       | NB I                | 3     | 0    |
| 2016/2017     | DAC 1904 Dunajská Streda | 1. liga             | 3     | 0    |
| 2017/2018     | Diósgyőri VTK            | NB I                | 25    | 0    |
| 2018/2019 (j) | MFK Karviná              | Fortuna:Liga        | 2     | 0    |
| 2018/2019 (w) | Zalaegerszegi TE FC      | NB I                | 17    | 1    |
| 2019/2020     | Zalaegerszegi TE FC      | NB I                | 26    | 0    |

## Kariera reprezentacyjna
Występował w juniorskich i młodzieżowych reprezentacjach Węgier w kategorii U-16, U-17, U-19, U-20 oraz U-21. W 2016 roku był przez Bernda Storcka powoływany do seniorskiej reprezentacji Węgier.